# Триметилстибій
Триметилстибій — елементоорганічна речовина, найпростіша алкілпохідна стибію з формулою Sb(CH3)3, безбарвна рідина, погано розчиняється у воді, окислюється на повітрі із самозайманням.
Він виробляється анаеробними бактеріями в ґрунтах, багатих на стибій.
Інша назва — Стибметил.
На відміну від триметилфосфіну триметилстибін є більш слабкою основою Льюїса. Використовується у виробництві деяких напівпровідників III—V.